# 풍상 (신)
풍상(馮常, ? ~ ?)은 신나라의 관료이다.

## 행적
천봉 4년(17년), 왕망은 다시 육관령(六筦令)에 대한 조서를 반포하였다. 품목마다 조항을 마련하여 거래를 통제하였고, 이를 어기는 자는 사형에 처하였다. 또 상공(上公) 이하의 사람들 중 노비를 소유한 자는 인당 3,600전을 납부하게 하니, 백성들의 불만이 쌓이고 도적이 들끓었다. 이에 납언 풍상은 육관에 대해 간하였고, 왕망의 노여움을 사 파면되었다.

## 출전
- 반고, 《한서》 권99하 왕망전 下

| 전임 (희화) 노광 | 신의 납언 ? ~ 17년 | 후임 (희화) 노광 |